# Ophthalmometer

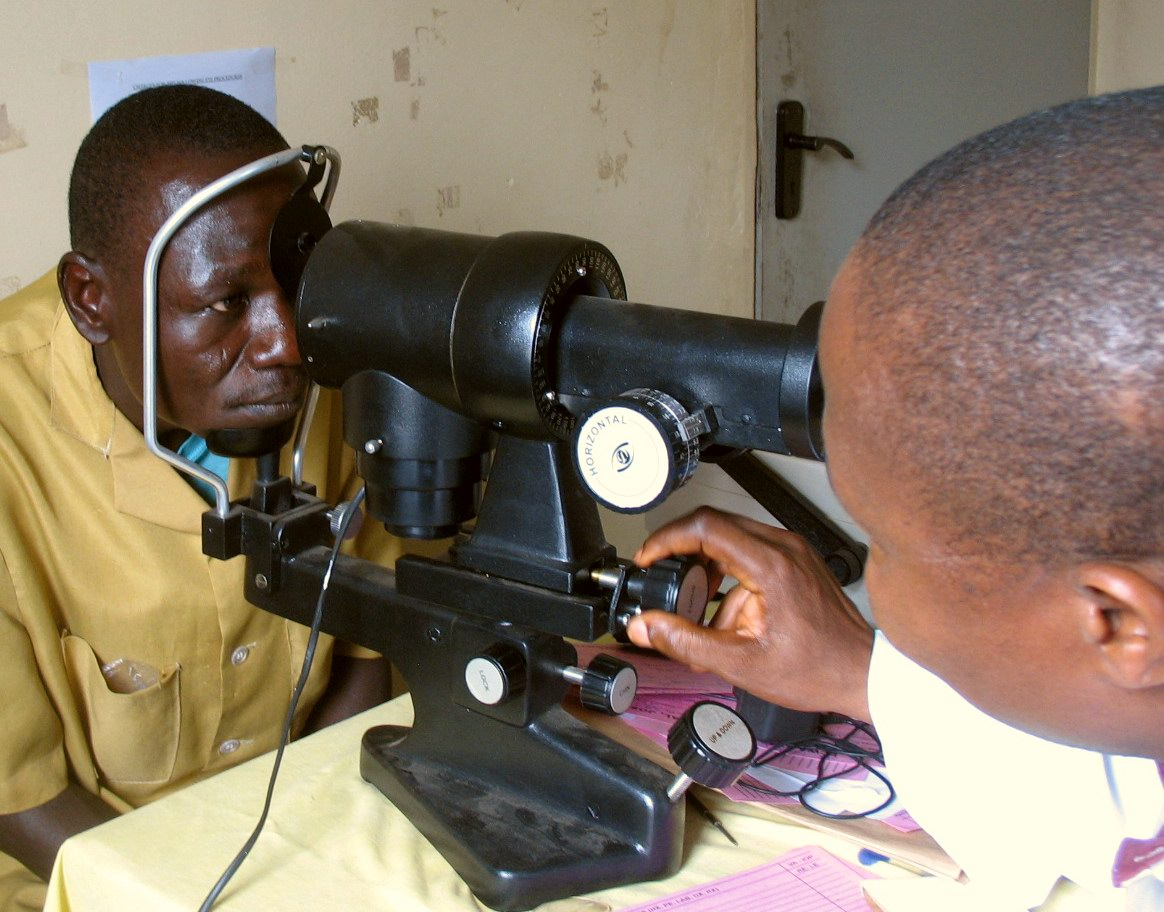
Keratometer

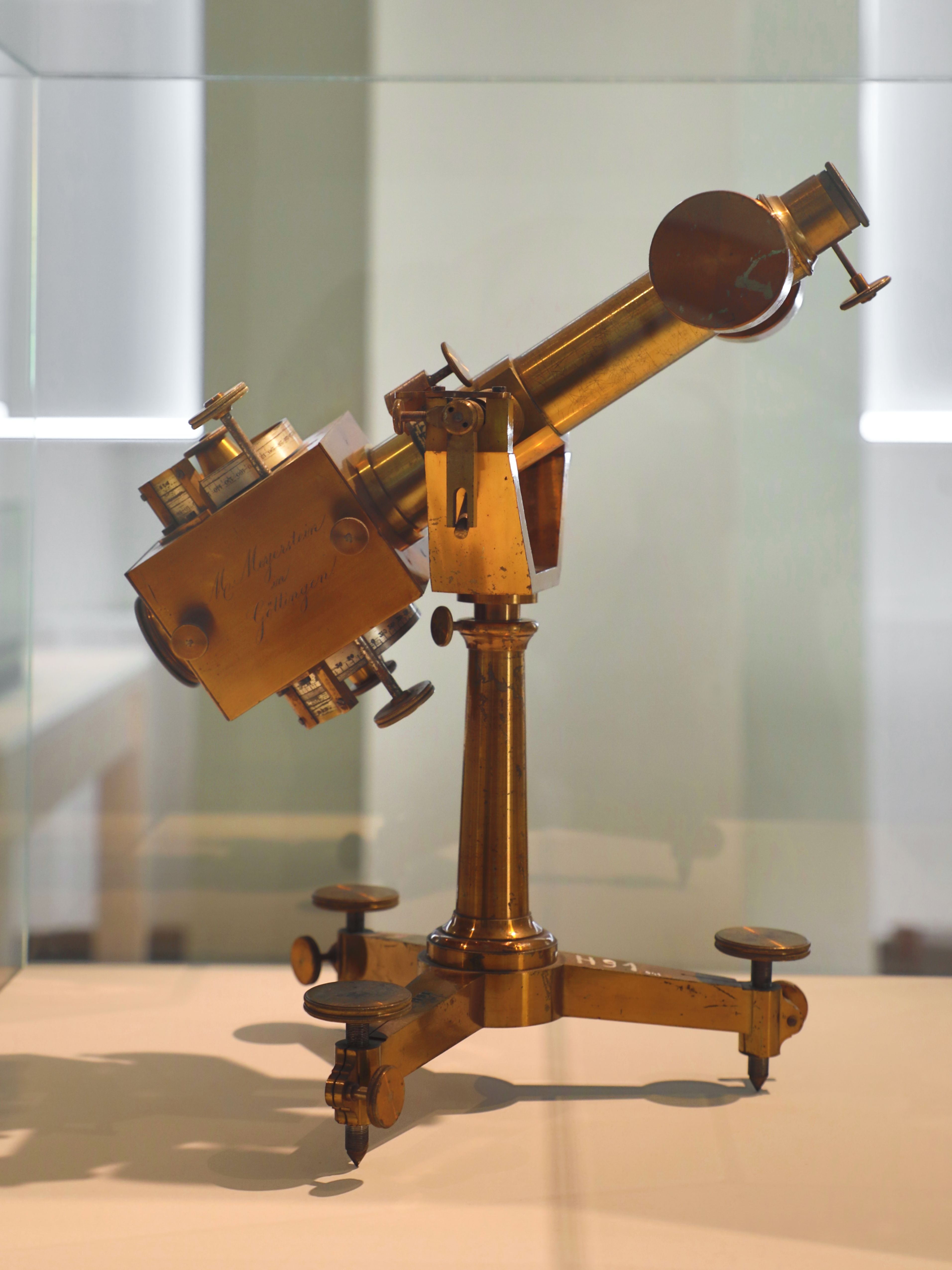
Ophthalmometer aus dem Jahr 1874

Das Ophthalmometer (auch Keratometer) ist ein Instrument zur Messung der Oberflächenkrümmung der Hornhaut (lateinisch Cornea) des Auges sowie zur Bestimmung der Hornhautverläufe (Keratometrie). Das 1851 von Hermann von Helmholtz entwickelte Messgerät erlaubt das Vermessen des virtuellen Bildes und somit einen Rückschluss auf die Krümmung der spiegelnden Fläche. Dabei wird ein beleuchtetes Objekt in einem bekannten Abstand aufgestellt und die Reflexion der Hornhaut beobachtet. 
Diese Messmethode findet gegenwärtig vorrangig in der Augenoptik bei der Anpassung von Kontaktlinsen Anwendung, wobei das Ophthalmometer vermehrt durch seine Weiterentwicklung, das Videokeratometer (Keratograf, Videokeratograf), ersetzt wird.
Ein Vorläufer heutiger Ophthalmometer war das Astigmatometer von Émile Javal.